# Dragon Ball: Origins
 (septembre 2017).
Si vous disposez d'ouvrages ou d'articles de référence ou si vous connaissez des sites web de qualité traitant du thème abordé ici, merci de compléter l'article en donnant les références utiles à sa vérifiabilité et en les liant à la section « Notes et références ».
Dragon Ball: Origins (ドラゴンボールDS, Doragon bōru dī esu, littéralement « Dragon Ball DS »), est un jeu vidéo d'action-aventure, édité par Namco Bandai Games, distribué par Atari Inc. et développé par Game Republic sur l'univers de Dragon Ball. Le jeu est disponible depuis 2008 sur Nintendo DS.